# Datyn
Datyn (ukrainisch Датинь; russisch Датынь, polnisch Datyń) ist ein Dorf in der Westukraine mit etwa 750 Einwohnern (2001).
Der Ort liegt am Westufer der Turija im Rajon Kowel der Oblast Wolyn, etwa 23 Kilometer südöstlich der ehemaligen Rajonshauptstadt Ratne und 95 Kilometer südöstlich der Oblasthauptstadt Luzk.
Am 30. Januar 2017 wurde das Dorf ein Teil der neugegründeten Landgemeinde Welymtsche (Велимченська сільська громада Welymtschenska silska hromada). Bis dahin bildete das Dorf zusammen mit dem Dorf Sapillja (Запілля) die gleichnamige Landratsgemeinde Datyn (Датинська сільська рада/Datynska silska rada).

## Geschichte
Die Ortschaft wird 1594 zum ersten Mal schriftlich erwähnt und gehörte bis 1793 zur Woiwodschaft Brześć Litewski, in der Adelsrepublik Polen-Litauen. Mit den Teilungen Polens fiel der Ort an das Russische Reich und lag dort bis zum Ende des Ersten Weltkriegs im Gouvernement Wolhynien.
Nach dem Ersten Weltkrieg kam er dann zu Polen (in die Woiwodschaft Wolhynien, Powiat Kowel, Gmina Datyń). Im Zweiten Weltkrieg wurde er zwischen 1939 und 1941 von der Sowjetunion besetzt. Nach dem Überfall auf die Sowjetunion im Juni 1941 wurde er bis 1944 von Deutschland besetzt, hier wurde der Ort in das Reichskommissariat Ukraine in den Generalbezirk Brest-Litowsk/Wolhynien-Podolien, Kreisgebiet Kowel eingegliedert.
Nach dem Krieg wurde der Ort der Sowjetunion zugeschlagen. Dort kam das Dorf zur Ukrainischen SSR und seit 1991 ist es ein Teil der unabhängigen Ukraine.